# Tarnița, Bacău
Tarnița este un sat în comuna Oncești din județul Bacău, Moldova, România.